# Seleção Queniana de Voleibol Masculino
A seleção queniana de voleibol masculino é uma equipe do continente africano, composta pelos melhores jogadores de voleibol do Quênia. É mantida pela Federação Queniana de Voleibol (KVF). Encontra-se na 64ª posição do ranking mundial da FIVB segundo dados de setembro de 2021.